# Пирсон, Шон
Шон Иан Пирсон (англ. Sean Ian Pierson; род. 10 марта 1976, Торонто) — канадский боец смешанного стиля, представитель полусредней весовой категории. Выступал на профессиональном уровне в 1999—2013 годах, известен прежде всего по участию в турнирах бойцовской организации UFC.

## Биография
Шон Пирсон родился 10 марта 1976 года в городе Торонто провинции Онтарио, Канада.
Во время учёбы в четвёртом классе начал заниматься борьбой, продолжал бороться и после поступления в Университет Брока — состоял в канадской национальной сборной по вольной и греко-римской борьбе. Также в старшей школе некоторое время практиковал дзюдо.
Впоследствии служил в полиции Торонто. Практиковал бразильское джиу-джитсу, получив в этой дисциплине чёрный пояс.

### Начало бойцовской карьеры
Дебютировал в смешанных единоборствах на профессиональном уровне в октябре 1999 года, выиграв у своего соперника техническим нокаутом в первом же раунде. Дрался в небольших канадских промоушенах преимущественно на территории провинции Квебек.
В 2010 году заключил соглашение с Bellator — должен был принять участие в гран-при второго сезона в полусреднем весе, где на стадии четвертьфиналов его соперником являлся Дэн Хорнбакл. Однако Пирсон в конечном счёте получил травму и отказался от участия в гран-при — в четвертьфинале его заменил Тайлер Стинсон.

### Ultimate Fighting Championship
Вместо Bellator в конце 2010 года Пирсон выступил на турнире Ultimate Fighting Championship, заменив на коротком уведомлении травмировавшегося Ти Джея Уолдбергера в бою с Мэттом Риддлом. Пирсон перебил своего соперника на руках и выиграл единогласным судейским решением. Президент UFC Дэйна Уайт отметил, что этот бой можно было бы назвать лучшим боем вечера.
На апрель 2011 года планировался бой против Брайана Фостера, но тот снялся с турнира в связи с травмой, и его заменили Джейком Элленбергером. В середине первого раунда Пирсон пропустил удар левой навстречу и оказался в нокауте.
В декабре 2011 года потерпел поражение единогласным решением судей от Ким Дон Хёна.
В 2012 году отметился победами по очкам над Джейком Хехтом и Лэнсом Бенойстом.
В марте 2013 года должен был драться с Риком Стори, но отказался от боя из-за травмы. В итоге следующий раз он оказался в октагоне в июне, выиграв решением большинства судей у Кенни Робертсона.

## Статистика в профессиональном ММА
| Боёв 20  | Побед 14 | Поражений 6 |
| -------- | -------- | ----------- |
| Нокаутом | 6        | 3           |
| Сдачей   | 4        | 1           |
| Решением | 4        | 2           |

| Результат | Рекорд | Соперник           | Способ                    | Турнир                            | Дата             | Раунд | Время | Место                | Примечание                        |
| --------- | ------ | ------------------ | ------------------------- | --------------------------------- | ---------------- | ----- | ----- | -------------------- | --------------------------------- |
| Победа    | 14-6   | Кенни Робертсон    | Решение большинства       | UFC 161                           | 15 июня 2013     | 3     | 5:00  | Виннипег, Канада     |                                   |
| Победа    | 13-6   | Лэнс Бенойст       | Единогласное решение      | UFC 152                           | 22 сентября 2012 | 3     | 5:00  | Торонто, Канада      |                                   |
| Победа    | 12-6   | Джейк Хехт         | Единогласное решение      | UFC on FX: Johnson vs. McCall     | 8 июня 2012      | 3     | 5:00  | Санрайз, США         |                                   |
| Поражение | 11-6   | Ким Дон Хён        | Единогласное решение      | UFC 141                           | 30 декабря 2011  | 3     | 5:00  | Лас-Вегас, США       |                                   |
| Поражение | 11-5   | Джейк Элленбергер  | KO (удары руками)         | UFC 129                           | 30 апреля 2011   | 1     | 2:42  | Торонто, Канада      |                                   |
| Победа    | 11-4   | Мэтт Риддл         | Единогласное решение      | UFC 124                           | 11 декабря 2010  | 3     | 5:00  | Монреаль, Канада     |                                   |
| Победа    | 10-4   | Рики Гудолл        | TKO (удары руками)        | W-1 New Ground                    | 23 октября 2010  | 1     | 1:44  | Галифакс, Канада     |                                   |
| Победа    | 9-4    | Фабио Холанда      | KO (удары руками)         | Wreck MMA: Fight for the Troops   | 12 декабря 2009  | 1     | 1:41  | Гатино, Канада       | Бой в промежуточном весе 78,5 кг. |
| Победа    | 8-4    | Джейсон Рорисон    | TKO (удары)               | Ringside MMA: Rage Fighting       | 22 августа 2009  | 1     | 3:57  | Монреаль, Канада     |                                   |
| Победа    | 7-4    | Ирай Хадин         | TKO (удары руками)        | W-1 MMA 2: Unplugged              | 13 июня 2009     | 1     | 2:55  | Гатино, Канада       |                                   |
| Победа    | 6-4    | Джейкоб Макдональд | Сдача (удары руками)      | TKO 35: Quenneville vs Hioki      | 3 октября 2008   | 1     | 1:45  | Монреаль, Канада     |                                   |
| Поражение | 5-4    | Джесси Бонгфелдт   | TKO (удары руками)        | HCF: Unfinished Business          | 21 июля 2007     | 2     | 4:41  | Альберта, Канада     |                                   |
| Победа    | 5-3    | Честер Пост        | TKO (удары руками)        | TKO: MMA 2007 Tourney             | 17 марта 2007    | 1     | 1:52  | Викториавилл, Канада |                                   |
| Поражение | 4-3    | Стив Виньо         | Единогласное решение      | TKO 13: Ultimate Rush             | 6 сентября 2003  | 3     | 5:00  | Монреаль, Канада     |                                   |
| Победа    | 4-2    | Марк Коланжело     | Сдача (рычаг локтя)       | UCC 10: Battle for the Belts 2002 | 15 июня 2002     | 1     | 4:19  | Гатино, Канада       |                                   |
| Поражение | 3-2    | Джон Алессио       | KO (ногой в голову)       | UCC 7: Bad Boyz                   | 25 января 2002   | 2     | 1:14  | Монреаль, Канада     |                                   |
| Победа    | 3-1    | Али Нестор Чарльз  | Сдача (скручивание пятки) | UCC 3: Battle for the Belts       | 27 января 2001   | 1     | 2:09  | Шербрук, Канада      |                                   |
| Поражение | 2-1    | Чед Сондерс        | Сдача (скручивание пятки) | IFC: Warriors Challenge 8         | 14 июня 2000     | 1     | 1:11  | Фрайант, США         |                                   |
| Победа    | 2-0    | Стив Виньо         | TKO (удары руками)        | IFC: Battleground 2000            | 22 января 2000   | 1     | 1:17  | Канаваке, Канада     | Дебют в полусреднем весе.         |
| Победа    | 1-0    | Стив Виньо         | TKO (удары руками)        | IFC: Montreal Cage Combat         | 9 октября 1999   | 1     | 1:07  | Монреаль, Канада     |                                   |